# 拉萨勒府邸

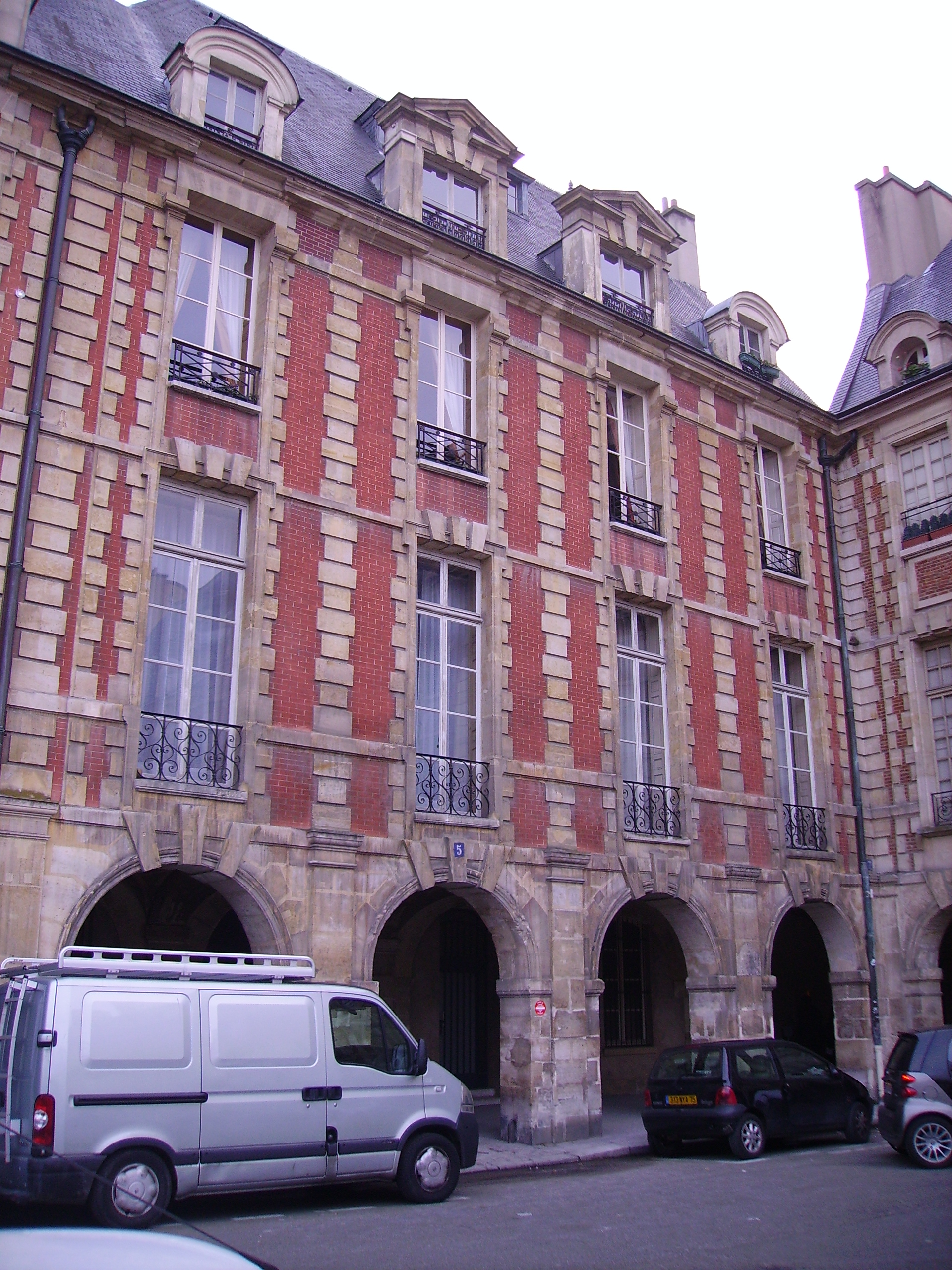

拉萨勒府邸（Hôtel Caillebot de La Salle）是一座17世纪法式府邸，位于巴黎第四区的孚日广场5号（广场西南转角），介于孚日广场3号蒙莫兰府邸与孚日广场7号叙利府邸之间。

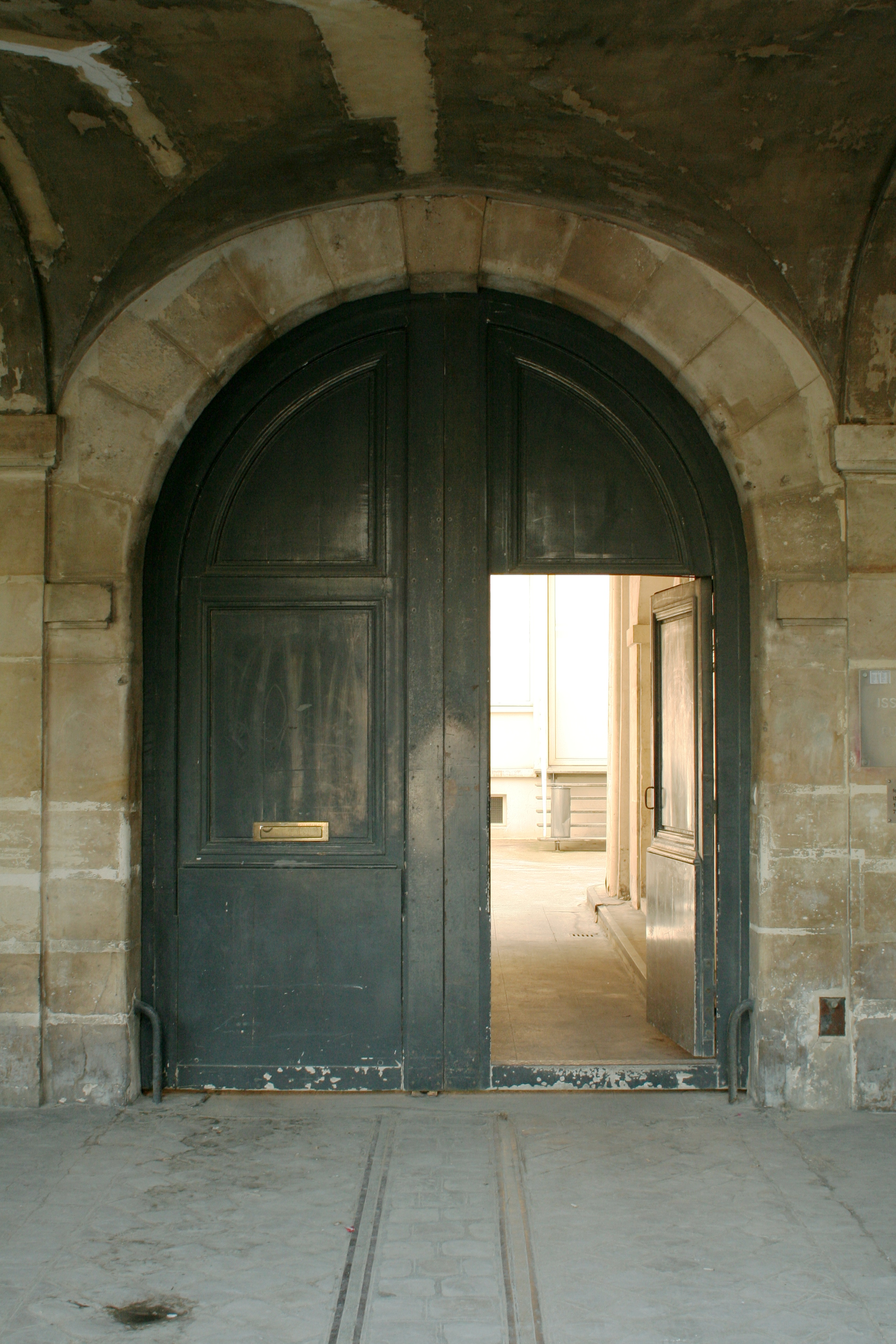

1926年，拉萨勒府邸的彩绘天花板列为法国历史遗迹；立面、屋顶和拱廊于1955年列入。.